# Quantic Dream
Quantic Dream è un'azienda francese dedita allo sviluppo di videogiochi con sede nella città di Parigi, fondata il 2 maggio 1997 da David Cage.
L'azienda è conosciuta per aver sviluppato avventure grafiche quali Fahrenheit, Heavy Rain, Beyond: Two Souls e Detroit: Become Human.

## Videogiochi

### Sviluppatore
| Anno | Titolo                | Piattaforme                             | Editore   |
| ---- | --------------------- | --------------------------------------- | --------- |
| 2000 | Nomad Soul            | Dreamcast, Windows                      | Eidos     |
| 2005 | Fahrenheit            | PlayStation 2, Xbox, Windows            | Atari     |
| 2010 | Heavy Rain            | PlayStation 3, PlayStation 4, Windows   | Sony      |
| 2013 | Beyond: Two Souls     | PlayStation 3, PlayStation 4, Windows   | Sony      |
| 2018 | Detroit: Become Human | PlayStation 4, Windows                  | Sony      |
| TBA  | Star Wars: Eclipse    | PlayStation 5, Xbox Series X/S, Windows | LucasFilm |

### Editore
| Anno | Titolo                              | Piattaforme                                                      | Sviluppatore     |
| ---- | ----------------------------------- | ---------------------------------------------------------------- | ---------------- |
| 2021 | Sea of Solitude: The Director's Cut | Nintendo Switch                                                  | Jo-Mei Games     |
| 2023 | Under The Waves                     | PlayStation 4, PlayStation 5, Xbox One, Xbox Series X/S, Windows | Parallel Studio  |
| 2024 | Lysfanga: The Time Shift Warrior    | Nintendo Switch, Windows                                         | Sand Door Studio |
| 2024 | Dustborn                            | PlayStation 4, PlayStation 5, Xbox One, Xbox Series X/S, Windows | Red Thread Games |